# Uzuntala (Zaqatala)
Uzuntala è un comune dell'Azerbaigian situato nel distretto di Zaqatala. Conta una popolazione di 657 abitanti.